# 広島電鉄3500形電車
広島電鉄3500形電車（ひろしまでんてつ3500かたでんしゃ）とは、1980年に登場した広島電鉄の路面電車である。愛称は「ぐりーんらいなー」。

## 概要
3501A - 3501C - 3501Bの3車体と、編成両端の3501A・B車に装着された2台の動力台車、それに各車間に装着された2台の付随台車よりなる、3車体4台車構成の連接車である。
日本船舶振興会（現在の通称は日本財団）の資金援助の下で日本鉄道技術協会が開発した、「軽快電車」と呼ばれる新型路面電車の実証試験車として、1980年7月に3車体連接車1編成が川崎重工業兵庫工場で完成した。
広島電鉄籍への入籍は同年8月で、同月6日の原爆忌に広島電鉄線内での公式試運転を実施して市民へのお披露目が行われ、以後試験運転が繰り返されてデータ収集が行われ、同年12月21日より営業運転を開始した。
なお、本形式は3950形まで続いた、一連の宮島線直通3車体連接車シリーズの愛称である「ぐりーんらいなー」の名を冠した第1号である。

## 開発・試験
本形式の開発には、川崎重工業（現：川崎車両）・東急車輛製造（現：総合車両製作所）・アルナ工機（現：アルナ車両）・三菱電機・東洋電機製造・富士電機・住友金属工業（現：日本製鉄）・日本エヤーブレーキ（現：ナブテスコ）と車体・台車・電装品・冷房機・ブレーキと開発対象となった各コンポーネントにかかわる国内メーカー各社が参加しており、その製造についても各社が分担して担当した。
なお、この軽快電車プロジェクトでは試作車である本形式と一部設計を簡略化した実用車である長崎電気軌道2000形2両を平行して製造、同時に完成し報道陣に公開されるという開発経過をたどった。
本形式は日本鉄道技術協会の軽快電車開発委員会による技術開発プロジェクトの実証試験車として計画され、その性能試験についてはプロジェクトのメンバーであった広島電鉄が本線走行テストの場を提供する、という形態が採られた。このため、車籍は便宜上当初より広島電鉄籍とされたが、委員会によるプロジェクト終了後の1981年3月に広島電鉄側が購入するまでは日本鉄道技術協会側が所有権を保有していた。さらに、計画の初期段階では受け入れ先を明確にせず、純粋に技術開発のテストベッドとする方向で設計が進められた。それゆえ当初は2車体連接車として計画されており、機器類もそれを前提に開発・設計が進められていた。
このような事情から受け入れ先が広島電鉄に決定した後、同社側の強い要望で3車体連接車に設計変更された段階では、既に完成した機器類の構成変更が困難な状況となっており、電装品には手をつけずそのまま動力装置を備えない1台車と1車体を2車体間に挿入するという措置が採られている。これにより2車体時には3.6km/h/sが得られるはずであった加速性能は2.65km/h/s（180%乗車時）にまで低下し、長期的には駆動系や制御器などに負担をかける結果ともなっており、本形式単独では決して成功とは言い難い状況となっている。最高速度は80km/hである。
とはいえ、本形式の開発およびその試験で得られたデータやノウハウは、以後の日本における本格的な路面電車製造の再開、およびその発展に非常に大きな影響を及ぼした。特に本形式による性能試験の舞台となった広島電鉄においては、開発時点で極端なまでに先鋭的であった本形式の設計をより実用的なものへと落とし込んで現実解を得るための努力が続けられ、それは700形 (2代)・800形 (2代)・3700形といった以後の新造車群に順次結実していった。
またこの開発委員会方式での技術開発実績は、21世紀に入ってから行われた超低床路面電車開発プロジェクトにおいても同様の手法が踏襲されるなど、現在もなお影響を及ぼし続けている。

## 車体
車体構造は当時一般的な普通鋼製の準張殻構造軽量車体で、両端台車についてはサイドスカートが装着されている。車体長は3501A・Bが9,900mm、3501Cが6,500mmで、連続する各台車間の中心間隔は6,500mmに統一されている。
窓配置は3501A - 3501C - 3501Bの順に見た場合、D(1)3D - 2D - 1(1)D[1]2（D：客用扉、(1)：戸袋窓、[1]：車掌台窓）となっており、3501B - 3501C - 3501Aの順に見た場合にも同様の配置である。
客用扉は戸袋窓の設けられている編成両端の2ヶ所が1,000mm幅の片開き式、中間の2ヶ所が1,300mm幅の両開き式となっている。
側窓は当時一般的であったアルミ製枠による幅1,160mmのバランサ付下段上昇・上段下降式2段窓である。ただし、車掌台窓は同寸法ながら縦に桟が入った横引式の2枚窓とされ、更に両開き式扉に隣接する各1ヶ所については縦桟を中央に入れて半分を1枚窓による戸袋窓とし、残る半分を開閉可能な2段窓とするという変則的な構成とされた。
座席は当初1列固定クロスシートと2列固定クロスシートを主体とし、両開扉周辺にロングシートを組み合わせた、編成全体では点対称配置となるセミクロスシート構成とされている。なお、座席のモケットはオレンジ色、内装化粧板は明るいベージュ系、機器類は焦げ茶色、と内装については暖色系のカラースキームが採用されている。
また、床面高さは線路面から850mmで、当時はバリアフリーの思想が導入されていなかったため、客用扉には乗降を容易とするために3段のステップが設けられている。
各車体間には金属製の外幌が取り付けられ、内部も化粧板による硬質壁体とされたため、一般的な蛇腹幌は採用されていない。
塗装は明るいベージュを基調として、窓周りと側板下部のスカート周辺をダークグリーンに塗り分けたツートンカラーである。この配色は以後3800形までの宮島線直通連接車に踏襲されたほか、2500形の3100形への改造の際にも採用され、さらにはパターンを反転したものが市内線用新造車に採用されるなど、新時代の広島電鉄を象徴するカラースキームとなった。
空調は直流駆動による冷暖房兼用のヒートポンプ式空調装置が各車の屋根上に搭載され、それらを制御するインバータ装置も同様の形状のケーシングに納められた上で各車体の屋根上に搭載された。冷凍能力と暖房能力はそれぞれ各装置あたり21,000kcal/hおよび19,000kcal/hで、冷風は天井から、温風は腰板から、それぞれ吹き出す構造となっている。

## 主要機器
開発当時の日本における最新電鉄技術の粋を集めた、路面電車としては破格の精緻かつ複雑な機構を備える。

### 台車
日本の一般鉄道車両としては初の採用例となったシェブロンゴム積層構造の軸箱支持機構と中空軸構造の防音車輪を使用する、インダイレクトマウント式インサイドフレーム空気バネ台車である住友金属工業FS81（動力台車）・FS81T（付随台車）が採用された。
これらは可能な限り軽量化することと、モノモーター方式を採用する動力台車の必要性から、軸距がそれぞれ1,800mmに1,400mmと違えてあったほか、心皿支持機構が前者は大直径のボールレース式心皿、後者は球面心皿が採用されるなど軸箱支持機構やボルスタアンカー周辺以外にはほとんど共通点が無く、同系型番が与えられているものの、実際にはほぼ完全に別物といってよい相違がある。

### 主電動機・駆動装置
両端のFS81台車に三菱電機製のMB-3263-A自己通風式直流複巻式電動機を各1基ずつ装架する。このMB-3262-Aは寸法的な制約が特に厳しいことから円筒形ではなく、磁気容量の確保と最大寸法の抑制の背反する二条件の鼎立が可能な八面構成のヨークを採用しており、保守に配慮して長尺ブラシが採用されている。
また駆動装置としては、東洋電機製造製ゴムブッシュ付き平行リンク型中空軸カルダン継手を用いた直角カルダン駆動による、モノモーター2軸駆動方式を採用する。モノモーター方式の直角カルダン駆動は、小直径車輪を採用する路面電車の場合、主電動機下面と線路面とのクリアランス確保の必要から電動機軸中心高を車軸より高い位置に置く必要があり、このため一般に中心軸のオフセットが可能なハイポイドギア（曲がり歯笠歯車）が採用される。本形式でもこの方式が踏襲されており、これにより駆動音が非常に静粛となるという副次的な効果が得られている。

### 制御器
三菱電機製サイリスタ・チョッパ制御器であるCMC161-6を3501A・Bに各1基ずつ搭載する。これら2基は担当する電動機を個別に並列で制御しており、連続的に弱め界磁制御から回生制動まで制御する必要から、当時最新の自動可変界磁制御電機子チョッパ制御（AVFチョッパ制御）が採用されている。
なお、主幹制御器は1軸両手ハンドル式のワンハンドルマスコンを採用している。

### 集電装置
屋根上面積の大半を空調装置とその制御装置が占有し、かつ回生制動車ゆえに架線からの集電装置の離線は可能な限り抑止する必要がある、という事情から、折りたたみ時の屋根上占有面積が小さくしかも架線に対する追従性に優れた集電装置が強く求められた。これに応えて開発されたのが東洋電機製造による新型Z形パンタグラフである。
このZ形パンタグラフは宮島線での高速運転時にも市内線での低速運転時にも十分な性能を発揮したが、その一方で屋根上で目立つ部品であることから外観の軽快さにも特に留意してデザインされたものであった。

### ブレーキ
ブレーキはチョッパ制御器による回生制動を基本に、応荷重装置を利用することで高速電車では一般的な電気指令式電磁直通ブレーキで回生制動の不足分を補う構成となっている。
この電気指令式ブレーキについては、空気圧指令を空油変換弁で変換する､油圧キャリパー方式のディスクブレーキがFS81T台車に搭載されており、これらの組み合わせにより常用3.5km/h/s、非常4.5km/h/sという高減速度を実現した。

## 運用
1980年12月の営業運転開始後、一時は宮島線－市内線直通運用を主体とする華々しい主力運用に充当された。しかし、本形式の反省点をフィードバックして開発された3700形以降の後続各形式と比較した場合、やはり加速性能に劣る点がネックとなっており、故障も多かった。また、試作車ゆえに、連結幌が出っ張っていて車掌が車内を見にくかったり、ラッシュ時間などに人が多く乗れないといった不都合などが見られたことから、次第に主力車の座から外れ、予備車扱いとなる機会が増えていった。
より高加速性能を要求される市内線直通運用への使用はなく、主に平日朝ラッシュ時の宮島線内の「広電西広島－商工センター入口－JA広島病院前」や「広電西広島－商工センター入口－広電廿日市」運用へ限定的に充当されていた。2010年初めに車両故障が発生し長らく荒手車庫で休車状態が続いていたが、2012年9月に修理が完了し、2012年10月6日と7日に100周年記念事業の一環として宮島線で貸切運転が行われた。同年11月23日に千田車庫で開催された「路面電車まつり」でも展示が行われたが、その帰路に十日市町電停でまたも故障のため自力運転が不能となり、後続電車の推進運転にて江波車庫に収容され運用離脱。荒手車庫休車留置を経て現在は江波車庫で休車留置されている。

## 各車状況
| 車号 | 竣工      | 所属                             |
| ---- | --------- | -------------------------------- |
| 3501 | 1980年8月 | 荒手車庫（現車は江波車庫に留置） |